# نيكولاس رومينس (ممثل)
نيكولاس رومينس (بالألمانية: Nicolas Romm)‏ هو مخرج وممثل ألماني، ولد في 1974 بمونتريال في كندا.

## أعمال

### أفلام
- (2011) أنونيموس[4]

## وصلات خارجية
- نيكولاس رومينس على موقع IMDb (الإنجليزية)
- نيكولاس رومينس على موقع ألو سيني (الفرنسية)
- نيكولاس رومينس على موقع ميوزك برينز (الإنجليزية)
- نيكولاس رومينس على موقع أول موفي (الإنجليزية)
- نيكولاس رومينس على موقع قاعدة بيانات الفيلم (الإنجليزية)
- نيكولاس رومينس على موقع كينوبويسك (الروسية)